# Svensk Betong
Svensk Betong är en branschorganisation för företag i Sverige som industriellt tillverkar betong eller monterar betongprodukter, och som samtidigt är anslutna till Svenskt Näringsliv. 
Svensk Betong har ett knappt 50-tal medlemsföretag och har sitt kansli i Stockholm.

## Svensk Betongs Arkitekturpris Prefab

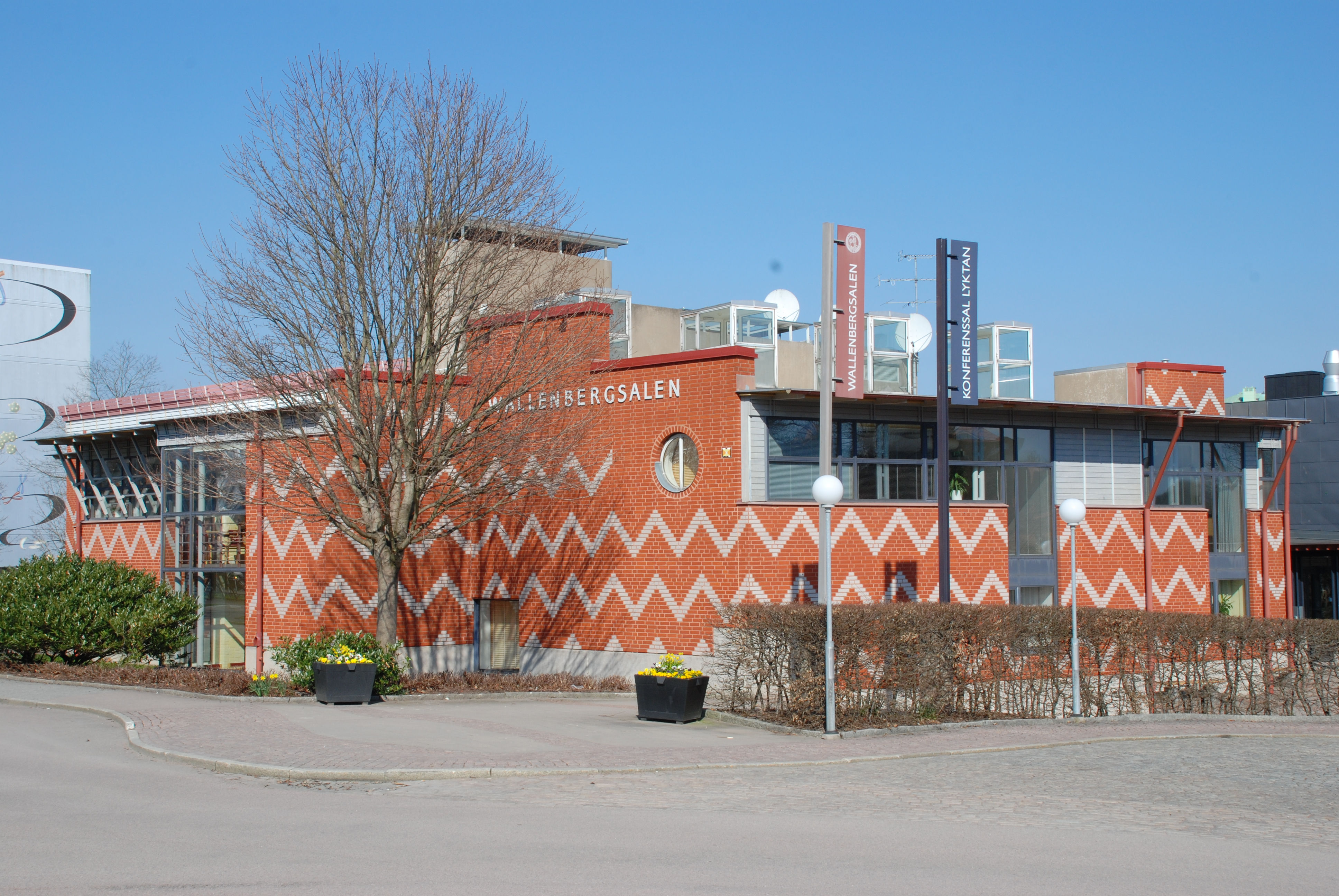
Wallenbergsalen på Göteborgs universitet, pristagare 1994.

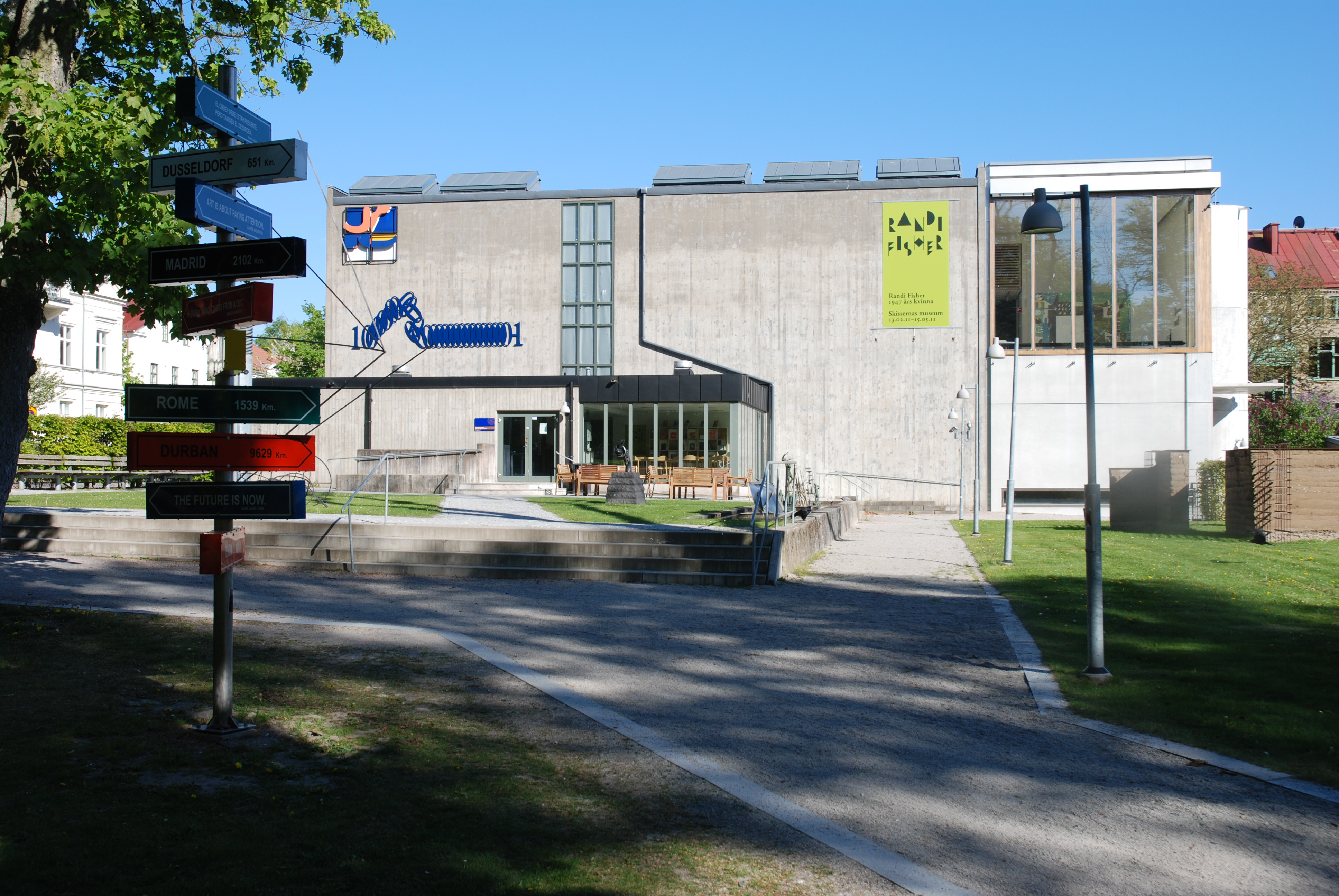
Skissernas museum i Lund, pristagare 2006.

Svenskt Betong har sedan 1990 med två års mellanrum delat ut arkitekturpriset Svensk Betongs Arkitekturpris Prefab till ett byggnadsprojekt i prefabricerad betong i Sverige:
- 1990 IBMs kontorshus Lilla Bommen i Göteborg, White Arkitekter
- 1992 SE-Bankens kontorshus Bankhus 90 i Sundbyberg, Rosenbergs Arkitekter
- 1994 Wallenbergsalen på Göteborgs universitet, Arkitektlaget
- 1996 VM-läktaren på Nya Ullevi i Göteborg, Curt Lignells Arkitektkontor, samt
- 1996 Höglager på Iggesunds Bruk
- 1998 Geovetenskapens hus på Stockholms universitet, Nyréns Arkitektkontor
- 2000 Institutionsbyggnad på Växjö universitet, Henrik Jais-Nielsen & Mats White Arkitekter
- 2002 Dunkers kulturhus i Helsingborg, Utzon Arkitekter
- 2004 Kontorshuset Kvarteret Katsan i Stockholm, White Arkitekter
- 2006 Tillbyggnad av Skissernas Museum i Lund, Johan Celsing Arkitektkontor
- 2008 Ny byggnad för Riksutställningar och Riksantikvarieämbetet i Visby, Johan Celsing Arkitektkontor
- 2010 Kontorshuset Flat Iron Building i Stockholm, Rosenbergs Arkitekter
- 2012 Kungsholmsporten i Stockholm, Wingårdh Arkitektkontor
- 2014 Bostadshuset Ture No 8 på Östermalm i Stockholm, Tobias Nissen, Vera Arkitekter
- 2016 Bostadsrättsföreningen Ohoj i Västra hamnen i Malmö, Axel Hauschild och Cord Siegel, Hauschild + Siegel arkitekter
- 2018 Huset Ohboy vid Stapelbädden i Västra Hamnen i Malmö, Cord Siegel och Axel Hauschild, Hauschild + Siegel architecture

## Helgjutet

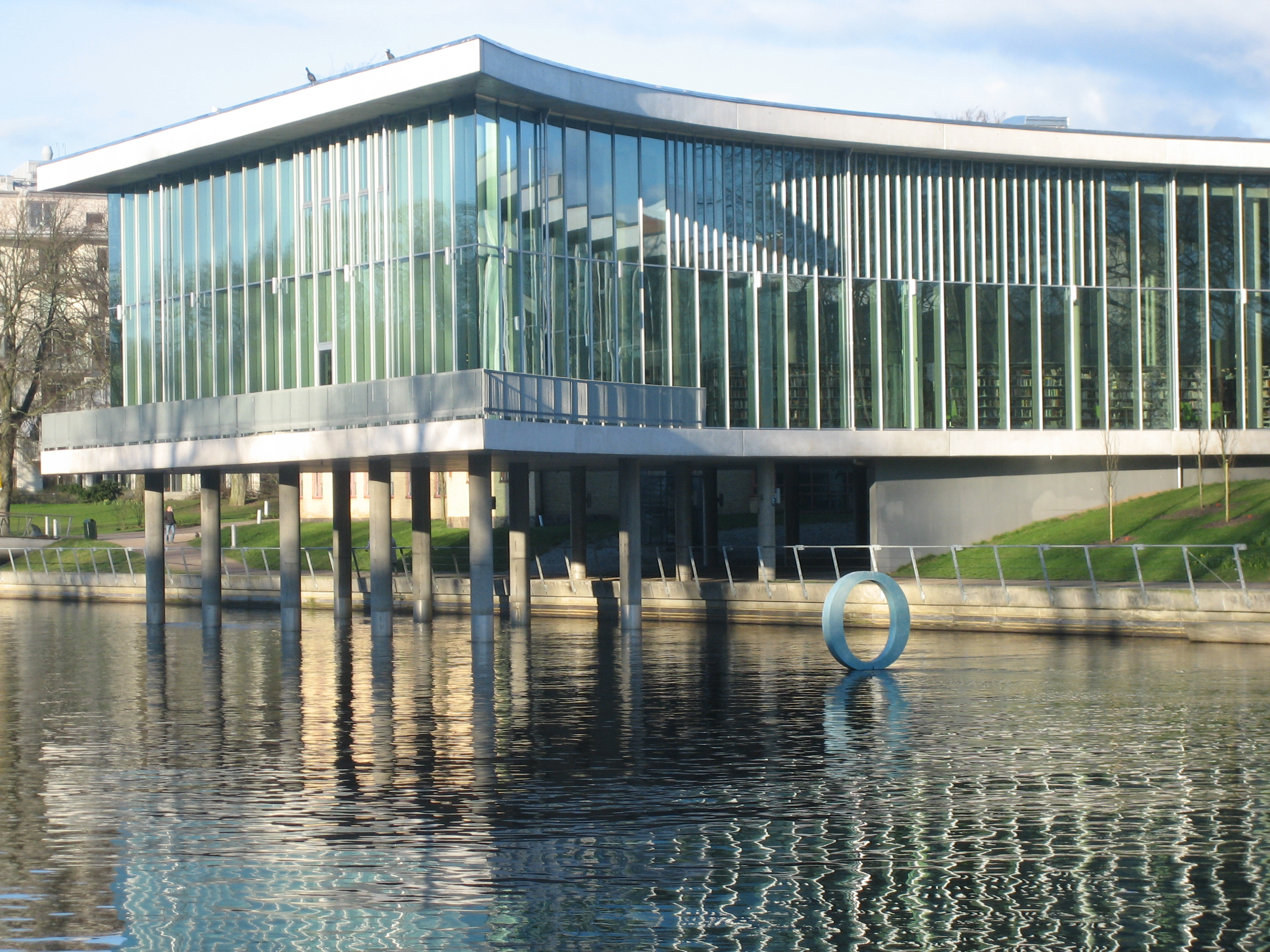
Halmstads stadsbibliotek, pristagare 2007.

Svensk Betong har sedan 2007 med ett-tre års mellanrum delat ut arkitekturpriset Helgjutet till ett byggnadsprojekt i betong i Sverige:
- 2007 Halmstads stadsbibliotek, arkitektbyrån Schmidt Hammer Lassen, arkitekt Kim Holst Jensen
- 2008 Uppsala Konsert & Kongress, arkitektbyrån Henning Larsen Architects
- 2010 Kvarteret Halssmycket i Lerum, HSB och Förbo
- 2012 Kvarteret Blå jungfrun i Hökarängen i Stockholm, Svenska Bostäder
- 2015 Täby centrums cirkulationsplatser, Rundquist Arkitekter, genom Henrik Rundquist, Erik Griffiths och Erik Andrén[3]
- 2017 Trafikplats Värtan, Rundquist Arkitekter genom Henrik Rundquist, Peter Sundin och Elisabeth Rosenquist-Saidac
- 2019
- Baltic Sea Science Center på Skansen, Kawa Arkitekturer genom Katarina Wahlström[4]